# Reaktorunfall im Kernkraftwerk Three Mile Island

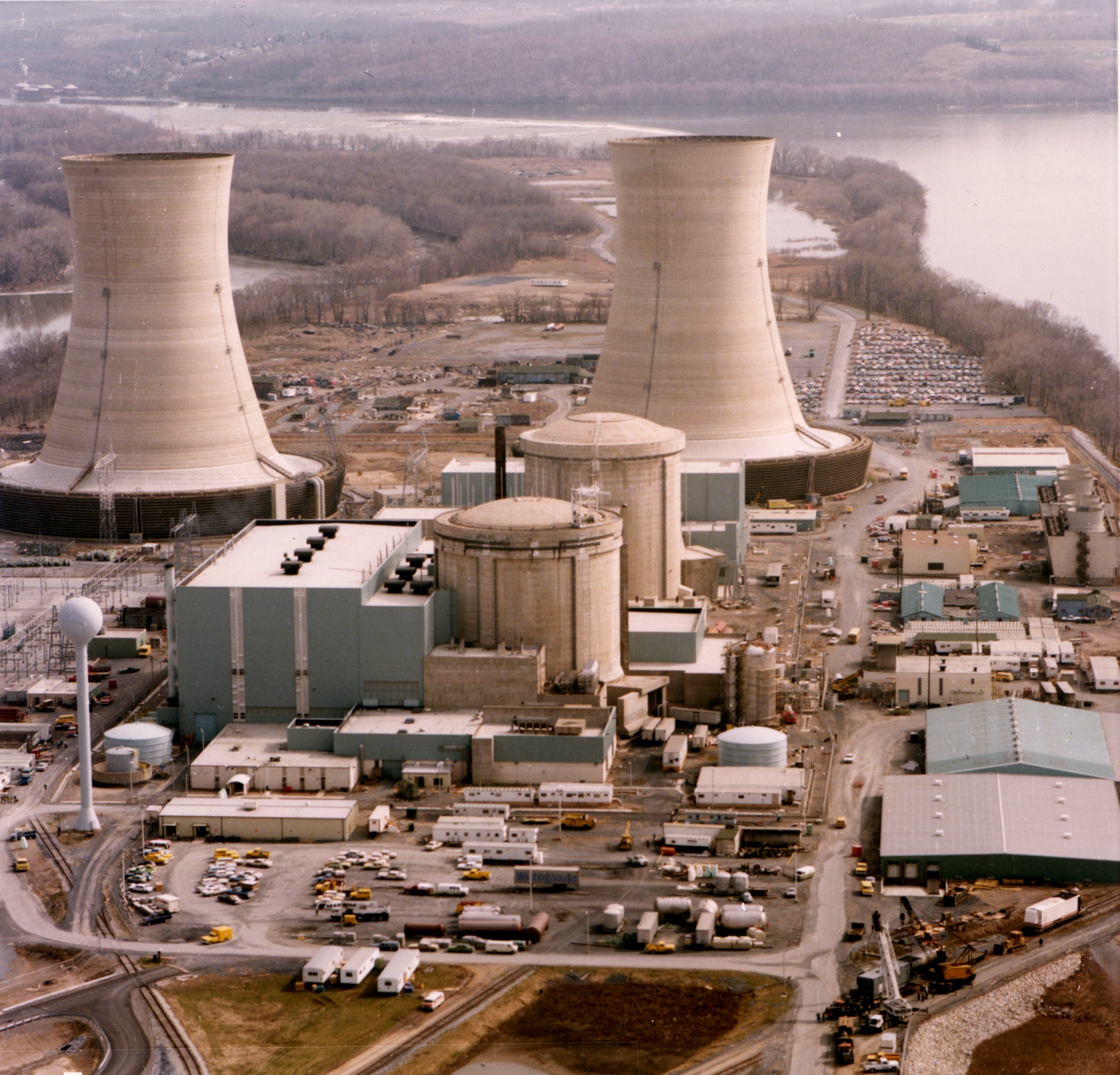
Atomkraftwerk Three Mile Island, das hintere der zwei zylindrischen Schutzgebäude enthält den verunfallten Reaktor 2

Der Reaktorunfall im Kernkraftwerk Three Mile Island bei Harrisburg (Pennsylvania) in den USA am 28. März 1979 war ein Ernster Unfall (INES-Stufe 5), bei dem es im Reaktorblock 2 des Kernkraftwerks Three Mile Island (Karte) zu einer partiellen Kernschmelze kam, in deren Verlauf etwa ein Drittel des Reaktorkerns fragmentiert wurde oder geschmolzen ist.

## Unfallhergang

### Schnellabschaltung
Am 28. März 1979 um 4:00:36 Uhr Ortszeit schloss sich bei Wartungsarbeiten an der Kondensatreinigungsanlage ein Ventil in der Speiseleitung vom Kondensator zu den beiden Hauptspeisepumpen im sekundären Kreislauf durch einen Fehler in der pneumatischen Steuerung. Die Pumpen schalteten sofort ab; in der Folge fiel die Kühlung des Reaktors durch die zwei Dampferzeuger aus.
Als weitere Folge des Pumpenausfalls wurde die Schnellabschaltung aktiviert. Die Regelstäbe wurden rasch zwischen die Brennstäbe abgesenkt, was die nukleare Kettenreaktion beendete. Dadurch fiel die nukleare Wärmeleistung plötzlich ab, aufgrund der sogenannten Nachzerfallswärme allerdings nicht auf Null. Im Fall des TMI-Reaktors betrug die Wärmeleistung unmittelbar nach dem Abschalten etwa 6 % der thermischen Reaktornennleistung, also ca. 155 MW. Sie musste durch die Notkühlung abgeführt werden. Hilfsspeisepumpen sprangen wie erwartet an, konnten aber kein Wasser in die Dampferzeuger befördern, weil mehrere Ventile geschlossen waren. 42 Stunden vor dem Unfall war das Notfall-Speisewassersystem getestet worden, und man hatte danach versäumt, die Ventile wieder zu öffnen.

### Offenes Druckentlastungsventil

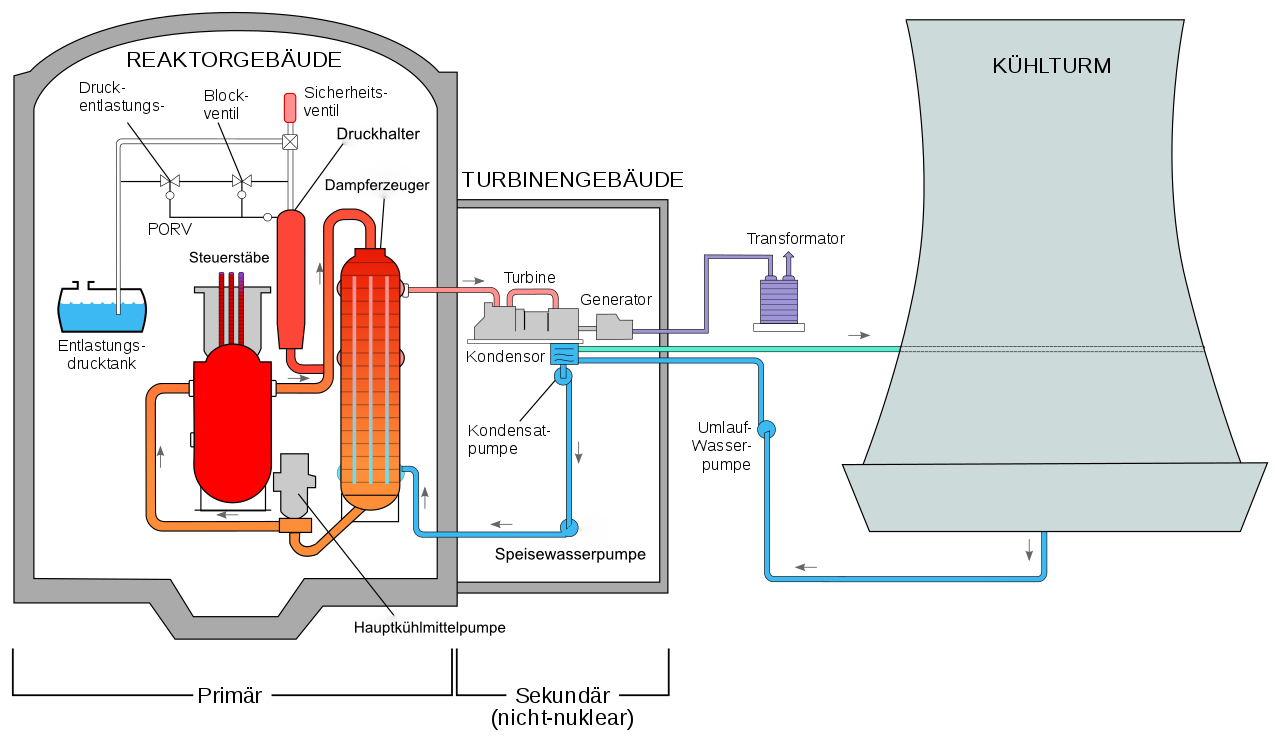
Vereinfachte schematische Darstellung von Block 2

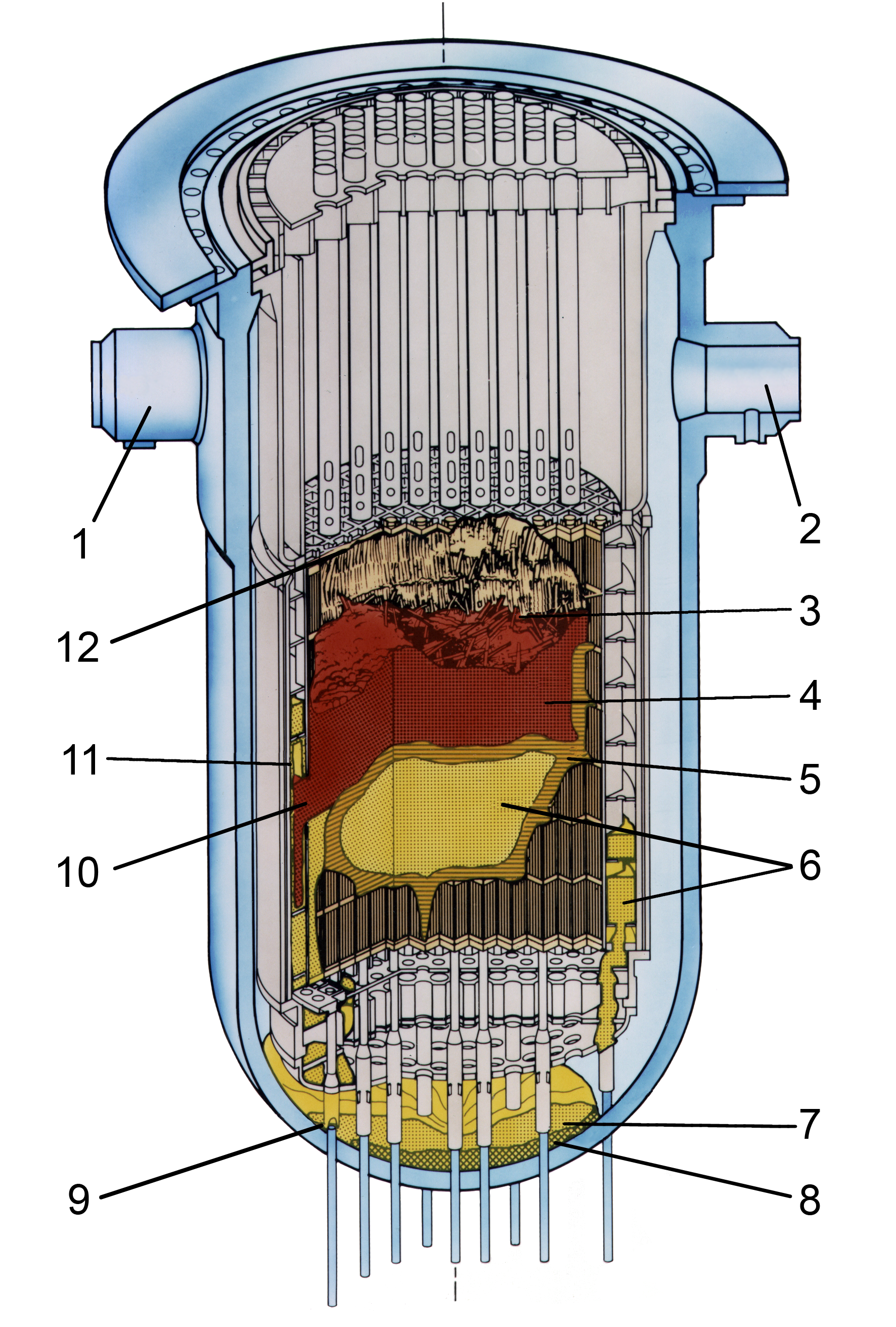
Geschmolzener Reaktorkern beim Three-Mile-Island-Unfall.
1. 2B-Anschluss
2. 1A-Anschluss
3. Hohlraum
4. lose Bruchstücke des Kerns
5. Kruste
6. geschmolzenes Material
7. Bruchstücke in unterer Kammer
8. mögliche uranabgereicherte Region
9. zerstörte Durchführung
10. durchlöcherter Schild
11. Schicht aus geschmolzenem Material auf Oberflächen der Bypass-Kanäle
12. Beschädigungen am oberen Gitter

Mangels Kühlung stiegen Temperatur und Druck im Primärkreislauf des Reaktors schnell an. Gegen einen gefährlichen Überdruck gab es am oberen Ende des Druckhalters ein Sicherheitsventil. Dies sollte bei Normalbetrieb bis 151 bar sicher dicht schließen, damit keine Radioaktivität austritt. Bei noch höherem Druck sollte es jedoch weit öffnen, um durch Abblasen von einer Tonne Dampf pro Minute seine Sicherheitsfunktion zu erfüllen. Dazu war es zweistufig aufgebaut (Pilot-operated relief valve, PORV).
Es handelte sich um ein Vollhub-Sicherheitsabblasventil (SBV), das mit Hysterese am oberen Druckwert, 158 bar, voll öffnet und dann offen bleibt, bis der untere Schaltpunkt, 155 bar, erreicht ist. Dazu hätten 13 Sekunden Druckabfall unter diesen Wert genügt. Jedoch klemmte das Ventil und blieb dauerhaft offen. Im Kontrollraum gab es keine direkte Anzeige der Ventilstellung, sodass diese Störung unbemerkt blieb. Der radioaktiv kontaminierte Dampf schoss zunächst in einen großen, wassergefüllten Abblasetank und kondensierte dort unter Erwärmung des Tankinhalts, bis bei knapp 1 bar Überdruck dessen Berstscheibe brach und das Kühlmittel ins Containment, den Sicherheitsbehälter des Reaktors, austrat.
Auch das blieb unbemerkt, sodass es nicht viel half, dass nach acht Minuten die geschlossenen Ventile der Notspeisung bemerkt und geöffnet wurden: Zwar wurde nun der Primärkreislauf wieder gekühlt, aber am oberen Ende des Reaktordruckgefäßes bildete sich durch den Kühlmittelverlust eine stetig wachsende Dampfblase. Eigentlich sollte der Druckhalter Dampfblasen im Primärkreislauf verhindern, indem dieser im Normalbetrieb mit 22 m³ Wasser und darüber mit 19 m³ Dampf gefüllte Zylinder an einer hohen, heißen Stelle des Primärkreislaufs angeschlossen ist. Hoch gelegen bedeutet geringerer hydrostatischer Druck und heiß bedeutet größerer Dampfdruck, sodass dort im Druckhalter gemäß Reaktorauslegung die einzige Dampfblase im Primärkreislauf entstehen sollte. Das Verdampfen von einer Tonne Kühlwasser pro Minute kühlte aber den Inhalt des Druckhalters und senkte dort den Dampfdruck. Die Dampfblase kollabierte zugunsten der Blase im Reaktor. Ohnehin ging ständig Kühlmittel verloren, aber der übermäßig gefüllte Druckhalter – dort befand sich der einzige Geber für die Füllstandsanzeige des Primärkreislaufs – täuschte das Gegenteil vor. Während der Ausbildung war den Reaktortechnikern beigebracht worden, unter allen Umständen zu verhindern, dass sich der Druckhalter vollständig mit Wasser füllt, damit seine Funktion, Druckstöße weich aufzunehmen, gewährleistet ist. Deshalb stoppte einer der Reaktorbediener schließlich die zuvor automatisch angelaufene Zufuhr von Kühlmittel in den Primärkreislauf.

### Überhitzter Reaktorkern
Bei nur langsam fallender Wärmeleistung bahnte sich so ein Kühlmittelverluststörfall an: Nur eine Stunde nach der Schnellabschaltung des Reaktors betrug die Nachzerfallswärmeleistung immerhin noch ca. 30 MW. Nach fast einer Stunde und 20 Minuten langsamen Temperaturanstiegs begannen die Pumpen des Primärkreislaufs aufgrund des steigenden Dampfdrucks zu kavitieren. Die Pumpen wurden abgeschaltet und man glaubte, dass die natürliche Konvektion den Wasserfluss aufrechterhalte. Doch die große Dampfblase im Reaktordruckbehälter blockierte die Konvektion. Nach insgesamt rund 130 Minuten begannen die Brennstäbe trockenzufallen und zu überhitzen. Die Hülle der Brennstäbe oxidierte durch eine Zirconium-Wasser-Reaktion, Wasserstoff wurde freigesetzt, die Brennelemente schmolzen. Der freigesetzte Wasserstoff gelangte zusammen mit dem ohnehin als Korrosionsschutz mit Wasserstoff versetzten Kühlmittel über das offen stehende Druckentlastungsventil (PORV) über den Abblasetank in das Containment und bildete mit dem dort vorhandenen Sauerstoff Knallgas.
Das ausströmende, wegen der zerstörten Brennelemente inzwischen stark radioaktiv kontaminierte Kühlmittel sammelte sich an der tiefsten Stelle des Sicherheitsbehälters, dem sogenannten Sumpf.

### Partielle Kernschmelze

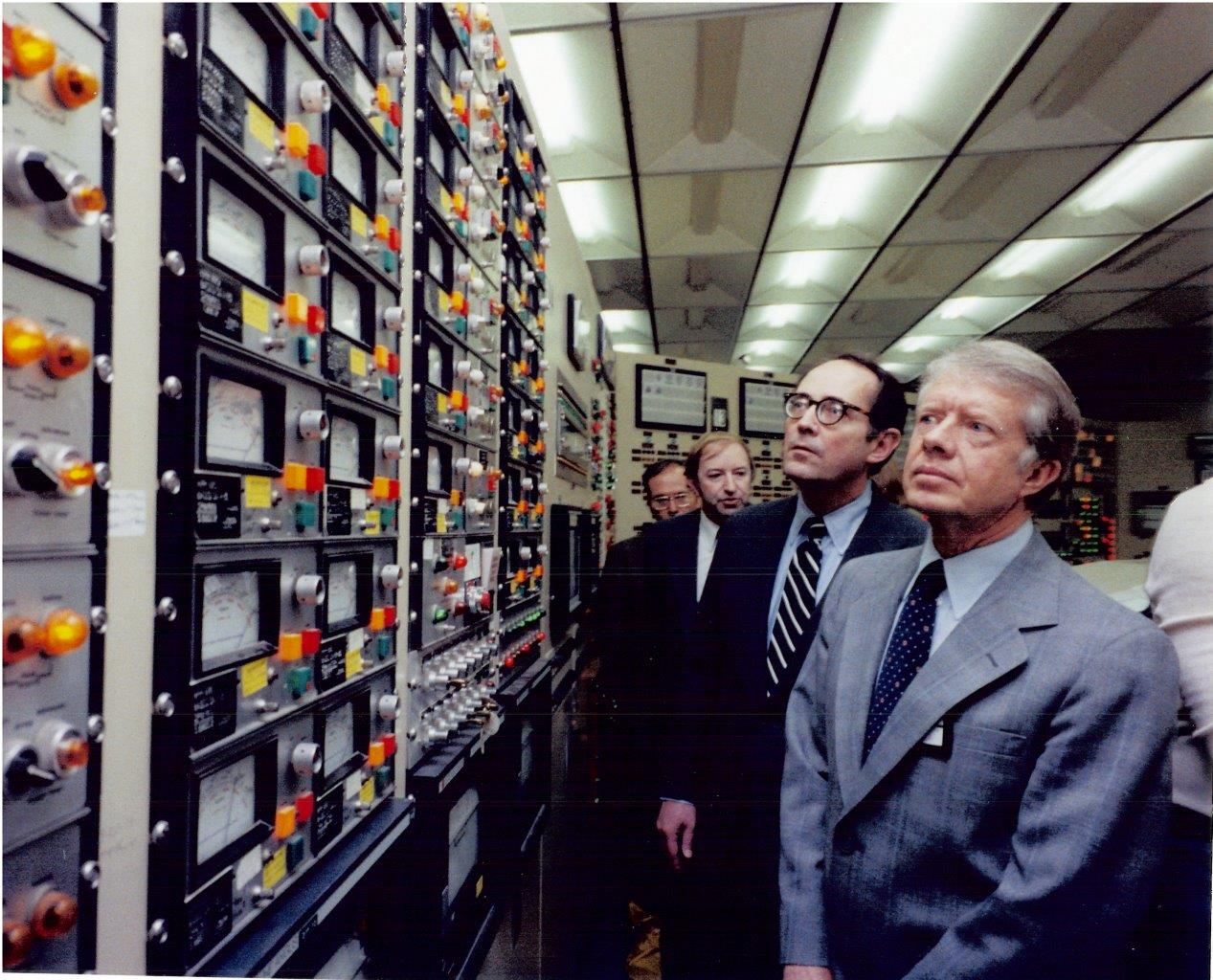
Besichtigung des Kontrollraumes von Three Mile Island-2 durch den damaligen US-Präsidenten Jimmy Carter am 1. April 1979

Um 6:00 Uhr war Schichtwechsel im Kontrollraum. Die neu Angekommenen schlossen indirekt, auch aufgrund der hohen Temperaturmesswerte aus dem Reaktor, auf Kühlmittelverlust und dass dafür nur das PORV verantwortlich sein konnte. Sie nutzten ein Absperrventil, um den Verlust von Kühlwasser zu beenden. Bis zu diesem Zeitpunkt waren schon 150 m³ Kühlwasser aus dem primären Kühlkreislauf entwichen. Seit Beginn des Störfalls waren 165 Minuten vergangen, als radioaktiv kontaminiertes Wasser die Sensoren erreichte. Zu diesem Zeitpunkt waren die Messwerte im primären Kühlkreislauf 300-mal höher als erwartet: Die Kernschmelze war in vollem Gang.
Den Bedienern im Kontrollraum war lange Zeit nicht bewusst, wie wenig Wasser der primäre Kühlkreislauf noch enthielt. Ungefähr dreieinhalb Stunden nach Beginn des Störfalls wurde den herbeigeeilten Fachleuten die Tragweite bewusst – neues Wasser wurde in den Primärkreis gepumpt. Später wurde festgestellt, dass etwa die Hälfte des Inventars zusammengeschmolzen war und dass in dieser geschmolzenen Masse ein überkritischer Zustand, d. h. eine zur Explosion führende exponentielle Leistungssteigerung, durchaus möglich gewesen wäre.

### Venting in die Umgebung
Im weiteren Verlauf wurde ein Reservesicherheitsventil geöffnet, um den Druck im Primärkreislauf zu reduzieren. Nach neun Stunden entzündete sich das Knallgasgemisch im Containment (auch Reaktorsicherheitsbehälter genannt), dessen Innendruck sich kurzzeitig auf knapp 2 bar Überdruck erhöhte, nahe am Auslegungsdruck. Es waren fast 16 Stunden vergangen, als die Pumpen im Primärkreislauf wieder eingeschaltet wurden und die Kerntemperatur zu fallen begann.
Ein unerwartetes Problem trat auf, als infolge einer nicht vorgesehenen Betriebsweise über einen längeren Zeitraum kontaminiertes Wasser aus dem Sumpf des Reaktorgebäudes automatisch in ein Becken des Hilfsanlagengebäudes gepumpt wurde, wo es ausgaste. Dadurch kam es zu einer Freisetzung über den Kamin der Anlage.
In den folgenden Wochen wurden sowohl Wasserstoff als auch kontaminierter Wasserdampf aus dem Containment entfernt, jedoch aus radiologischen Gründen (geringere Personenbelastung in der Umgebung) nur chargenweise. Dies erfolgte einerseits über Kondensatoren, andererseits – was stark umstritten war – durch gezieltes Ablassen in die Atmosphäre.
Schätzungen zufolge entwich während des Zwischenfalls radioaktives Gas, zum einen in Form von Krypton-85 (10,75 Jahre Halbwertszeit) mit einer Aktivität von etwa 1,665 · 1015 Bq, zum anderen in deutlich geringerer Menge in Form des schilddrüsenaffinen Isotops Iod-131 mit einer Aktivität von etwa 15 Curie.

## Maßnahmen nach dem Unfall

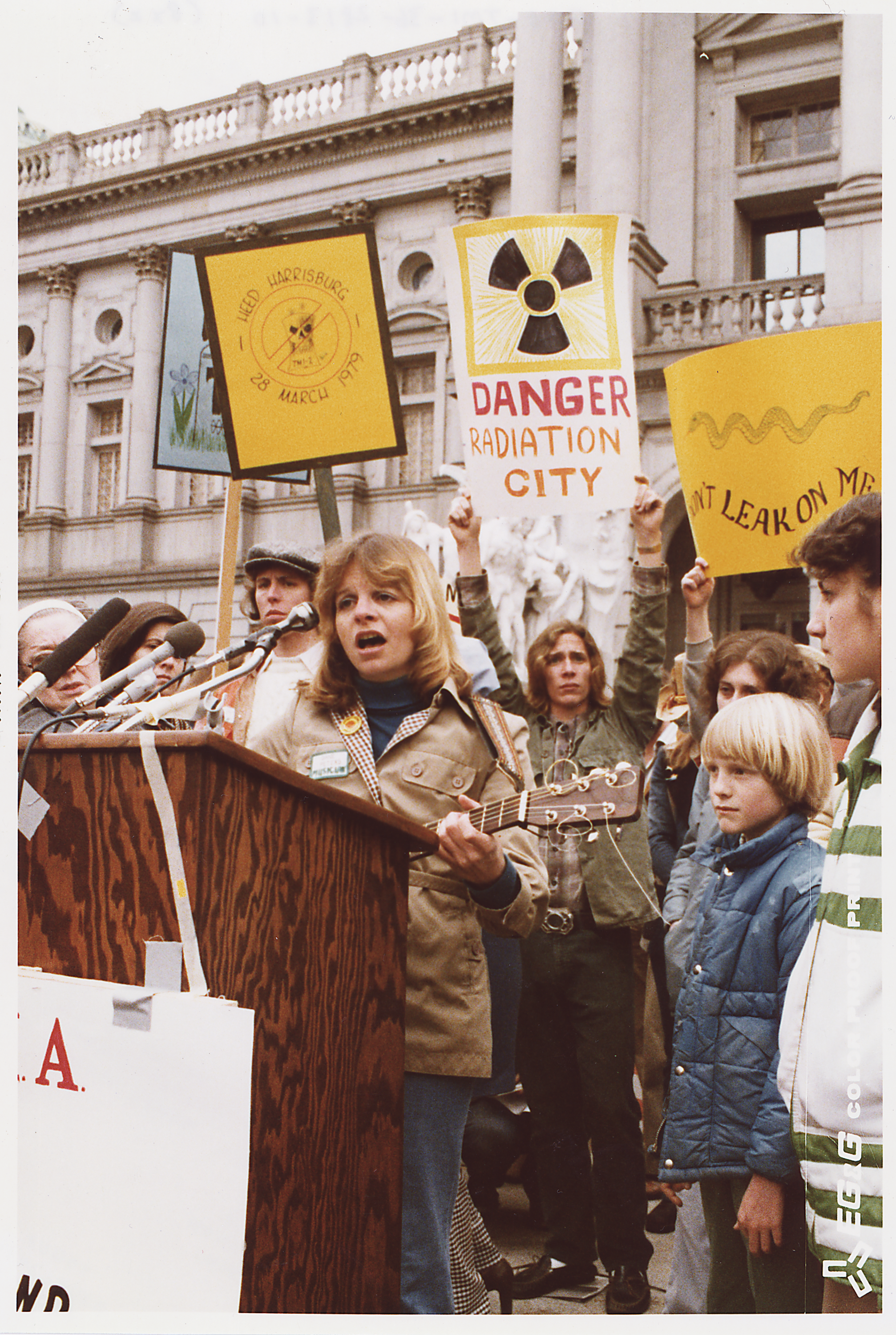
Demonstration in Harrisburg aus Anlass des Reaktorunfalls am 4. September 1979

Das Zustandekommen des Unfalls wurde mit der schlechten Ausstattung des Kontrollraums sowie der unzureichenden Ausbildung der Mitarbeiter begründet. In einer Untersuchung wurde festgestellt, dass der Unfall hätte vermieden werden können, wenn das Personal bemerkt hätte, dass das PORV am Druckhalter geöffnet war, und dieses geschlossen hätte – der Unfall in Three Mile Island wäre ein unbedeutendes Ereignis geblieben. Zu dem Fehlverhalten des Personals kam hinzu, dass eine sogenannte Füllstands-Sonde fehlte, die den Bedienern den jeweiligen Füllstand des Reaktorbehälters angezeigt hätte.

### Evakuierung
Zwei Tage nach dem Unfall rief Pennsylvanias Gouverneur Dick Thornburgh schwangere Frauen und Familien mit Kleinkindern dazu auf, das Gebiet um das Kraftwerk zu verlassen. Schätzungen zufolge flohen vorübergehend etwa 140.000 bis 200.000 Menschen aus der Region oder wurden evakuiert.
In bestimmten kritischen Unfallphasen wurde die Bevölkerung zudem aufgefordert, in den geschlossenen Wohnungen zu bleiben.

### Medizinische Folgen
Die medizinischen Auswirkungen des Unfalls sind Gegenstand wissenschaftlicher und gesellschaftlicher Kontroversen. Während offizielle Stellen wie die US-amerikanische Atomaufsichtsbehörde (NRC) betonten, dass die freigesetzte Strahlung weit unter den Grenzwerten gelegen habe und keine gesundheitlichen Schäden bei der Bevölkerung verursacht habe, berichten zahlreiche Anwohner über anderslautende Erfahrungen. In den Jahren und Jahrzehnten nach dem Unfall meldeten Anwohner vermehrt Symptome wie Übelkeit, Hautausschläge, Haarausfall sowie einen Anstieg bestimmter Krebsarten, insbesondere von Schilddrüsenkrebs. Diese Berichte stehen jedoch im Widerspruch zu den Ergebnissen mehrerer epidemiologischer Studien. Frühe Studien, wie eine 1982 veröffentlichte Untersuchung im American Journal of Public Health, fanden zwar einen temporären Anstieg der Säuglingssterblichkeit in der Region, konnten jedoch keinen kausalen Zusammenhang zur Strahlung nachweisen. Eine Langzeitstudie der University of Pittsburgh kam im Jahr 2000 zu dem Ergebnis, dass kein signifikanter Anstieg der krebsbedingten Sterblichkeit bei Personen feststellbar sei, die zum Zeitpunkt des Unfalls im Umkreis von fünf Meilen lebten. Kontrovers diskutiert wurde eine 1997 veröffentlichte Studie von Steven Wing (University of North Carolina), die erhöhte Krebsraten und genetische Schäden bei Menschen in Windrichtung des Kraftwerks nahelegte. Kritiker wiesen jedoch auf mögliche Störfaktoren wie Rauchen hin. Eine neuere Untersuchung unter der Leitung von David Goldenberg am Penn State University College of Medicine aus dem Jahr 2017 fand Hinweise auf genetische Mutationen bei bestimmten Formen von Schilddrüsenkrebs, die mit niedrig dosierter Strahlenexposition in Zusammenhang stehen könnten. Die Studie basierte auf einer relativ kleinen Stichprobengröße von 44 Personen, die in der Nähe von Three Mile Island geboren wurden und im Penn State Hershey Medical Center wegen Krebs behandelt wurden. Es existiert kein staatlich geführtes Gesundheits- oder Krebsregister für die Bevölkerung oder Arbeiter von Three Mile Island. Dies erschwert langfristige Auswertungen zusätzlich. Die Diskrepanz zwischen den offiziellen Bewertungen und den persönlichen Erfahrungsberichten der Bevölkerung hat bis in die Gegenwart zu einem tiefgreifenden Vertrauensverlust gegenüber den Behörden geführt.

## Aufräumarbeiten

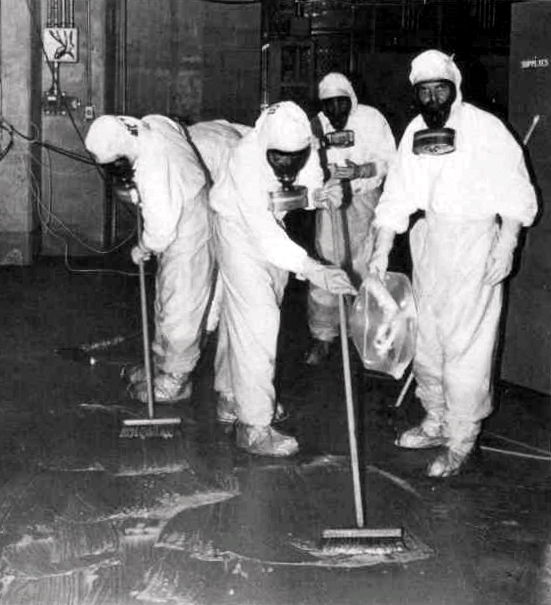
Reinigungsarbeiten von kontaminierten Bereichen im Reaktorhilfsanlagengebäude im Oktober 1979

Durch den Unfall in Block 2 war der Reaktorkern weitgehend zerstört, sodass dieser Kraftwerksblock nicht wieder in Betrieb genommen werden konnte. Die Aufräumarbeiten von August 1979 bis Dezember 1993, die sich auf den Rückbau des Reaktors beschränkten, kosteten 979 Millionen US-Dollar. 1984 wurde das Top des Reaktors entfernt, von 1985 bis 1990 wurden 100 Tonnen Brennstoff entfernt, in den folgenden zwei Jahren acht Millionen Liter Kühlwasser aus dem Containment dekontaminiert und verdampft. 1988 vermeldete die Kontrollbehörde, dass eine weitere Dekontaminierung des Gebäudes zwar möglich sei, die verbliebene Strahlung durch das kontaminierte Kühlwasser, das in den Beton des Gebäudes sickerte, aber keine Gefahr für die Bevölkerung darstellen würde. Ein weiterer Rückbau wurde in die Zukunft verschoben, mit der Begründung einer dann geringeren Strahlenbelastung und einer wahrscheinlich höheren Wirtschaftlichkeit bei einem gleichzeitigen Rückbau von Block 1.
Im Januar 2010 gab die NRC bekannt, dass der Generator des zerstörten zweiten Blocks für das Kernkraftwerk Shearon Harris in New Hill, North Carolina verwendet werden soll. Dazu soll der 670 Tonnen schwere Generator in zwei Teile zerlegt werden.

## Weiteres
Im selben Jahr 1979 ereignete sich zudem ein Unfall mit Uranabbau-Abraum, der als radiologisch schwerwiegender als der Reaktorunfall von TMI gilt. Der Bruch des Dammes eines Uranabbaurückhaltebeckens in Church Rock, New Mexico (USA) verursachte das Abströmen von rund 400.000 Tonnen radioaktiven Wassers in den Puerco River, der als Wasserreservoir vor allem der Diné-, Hopi- und Pueblo-Ureinwohner dient und über den Little Colorado River in den Grand Canyon fließt. Eine unmittelbar vorgenommene Messung ergab einen (gegenüber dem Grenzwert) um das 7000-fache erhöhten Messwert für Trinkwasser. Die Benachrichtigung und Aufklärung der Bevölkerung gestaltete sich aufgrund des Mangels an elektronischen Kommunikationsmitteln und wegen Bildungsdefiziten äußerst schwierig. Man geht von einer großen Anzahl von Krebs-Todesfällen aus.

## Kulturelle Adaptionen
- Bereits zwei Wochen vor dem Unfall lief in den Vereinigten Staaten der Film Das China-Syndrom an. Dieser setzt sich kritisch mit der wirtschaftlichen Nutzung der Kernenergie auseinander, indem er einen fiktiven Vorfall in einem Kernkraftwerk beschreibt. Durch den tatsächlichen Vorfall im Kraftwerk Three Mile Island erhielt dieser Film ein großes Medienecho.
- 1991 veröffentlichte die deutsche Musikgruppe Kraftwerk eine geänderte Version ihres bereits 1975 erschienenen Liedes Radio-Aktivität, das nun mit dem Aufruf Stop Radioaktivität und einer Aufzählung für Atomunfälle bekannter Orte beginnt, und nennt darin neben Tschernobyl und Sellafield auch Harrisburg und in einer späteren Version auch Fukushima als Metonym für das havarierte Kernkraftwerk.
- Die Band Midnight Oil erinnerte mit dem Lied Harrisburg (Album Red Sails in the Sunset) an den Reaktorunfall.
- Auf dem Albumcover zu Till The Cows Come Home der deutschen Metal-Band Farmer Boys ist ein US-amerikanischer Landwirt mit einem ausgestopften, zweiköpfigen Kalb zu sehen, das wenige Jahre nach dem Reaktorunfall in Three Mile Island auf einer nahegelegenen Farm zur Welt kam.
- Im Film X-Men Origins: Wolverine befindet sich ein geheimes Mutantengefängnis auf der Atomanlage. Da die Handlung in der Zeit des Störfalles spielt und während des Showdowns das Kraftwerk stark beschädigt wird, liefert der Film eine fiktive Erklärung hinsichtlich der Schäden.
- Im Buch Robots and Empire (deutscher Titel: Das galaktische Imperium) bezeichnet Isaac Asimov Three Mile Island als „Schauplatz eines ‚Zwischenfalls‘, der die Erdenmenschen auf alle Zeiten gegen Kernspaltung als Energiequelle einnahm“.
- Im Film Cloud Atlas ist in einer Szene in der Firmenzentrale des Swanneke-Konzerns ein Poster zu sehen, welches eine Luftaufnahme des Three-Mile-Island-Komplexes zeigt.
- In der Netflix-Serie Kernschmelze: Der Unfall von Three Mile Island von 2022 werden die Ereignisse, Kontroversen und Spätfolgen des Reaktorunfalls anhand von Insidern und Betroffenen näher beleuchtet.